# 하동안
하동안(夏東雁, 1957년 2월 22일~2014년 8월 2일)은 대한민국의 라쿠고 연기자이다. 쇼후코테이 고마쓰(笑福亭小松)라는 이름으로 일본에서 활동했다.